# Брюмер
Брюме́р (фр. brumaire, от brume — «туман») — второй месяц (22/23 октября — 20/21 ноября) французского республиканского календаря, действовавшего с октября 1793 по 1 января 1806 года. Вместе с предшествующим ему вандемьером и следующим за ним фримером составляет осенний квартал (фр. mois d’automne).
Как и все месяцы французского революционного календаря, брюмер содержит тридцать дней и делится на три декады. Вместо традиционных в католицизме святых каждому дню приписано название сельскохозяйственного растения. Исключением являются пятый (Quintidi) и десятый (Decadi) дни каждой декады. Первому из них приписано название животного, а последнему — название сельскохозяйственного орудия. Для 22-го и 25-го дней брюмера вместо первоначально предложенных Фабром д’Эглантином Olive (олива) и Jars (гусь) в окончательном варианте календаря были выбраны Azerole (боярышник азароль) и Faisan (фазан), соответственно. Названия растений для 12-го, 13-го и 16-го дней брюмера являются синонимами первоначальных предложений д’Эглантина.
Восемнадцатого брюмера 8-го года Республики Наполеон совершил государственный переворот и взял власть в свои руки. С тех пор в политической истории понятие «брюмер» используется как для обозначения конкретно этого события, так и подобных контрреволюционных переворотов вообще. Особую известность в этой связи приобрела работа К. Маркса «Восемнадцатое брюмера Луи Бонапарта», посвящённая перевороту 1851 года, организованному Луи-Наполеоном Бонапартом (будущим Наполеоном III).

## Названия дней месяца[5]
|          | 1-я декада | 1-я декада                      | 2-я декада | 2-я декада                          | 3-я декада | 3-я декада                  |
| Primidi  | 1.         | Пом (Pomme) Яблоко              | 11.        | Сальсифи́кс (Salsifix) Козлобородник | 21.        | Бака́нт (Bacchante) Вакханка |
| Duodi    | 2.         | Селери́ (Céleri) Сельдерей       | 12.        | Макр (Macre) Рогульник              | 22.        | Азеро́ль (Azerole) Боярышник |
| Tridi    | 3.         | Пуа́р (Poire) Груша              | 13.        | Топинамбу́р (Topinambour) Топинамбур | 23.        | Гара́нс (Garence) Марена     |
| Quartidi | 4.         | Бетра́в (Betterave) Свёкла       | 14.        | Анди́в (Endive) Цикорий              | 24.        | Ора́нж (Orange) Апельсин     |
| Quintidi | 5.         | Уа́ (Oie) Гусь                   | 15.        | Дендо́н (Dindon) Индюк               | 25.        | Феза́н (Faisan) Фазан        |
| Sextidi  | 6.         | Элиотро́п (Héliotrope) Гелиотроп | 16.        | Шерви́ (Chervis) Сахарный корень     | 26.        | Писта́ш (Pistache) Фисташка  |
| Septidi  | 7.         | Фиг (Figue) Инжир               | 17.        | Крессо́н (Cresson) Кресс-салат       | 27.        | Макжо́н (Macjonc) Чина       |
| Octidi   | 8.         | Скорсоне́р (Scorsonère) Козелец  | 18.        | Дантеле́р (Dentelaire) Свинчатка     | 28.        | Куэ́н (Coing) Айва           |
| Nonidi   | 9.         | Ализье́ (Alisier) Рябина-ария    | 19.        | Грена́д (Grenade) Гранат             | 29.        | Кормье́ (Cormier) Рябина     |
| Decadi   | 10.        | Шарю́ (Charrue) Плуг             | 20.        | Эрс (Herse) Борона                  | 30.        | Руло́ (Rouleau) Рулон        |